# Tarentum (Pennsylvania)
Tarentum, è un comune degli Stati Uniti d'America nella Contea di Allegheny, nella Pennsylvania sudoccidentale.
Sorge sulle rive del fiume Allegheny, ed è ubicato 26 km a nord-est di Pittsburgh.

## Storia
Tarentum venne fondata nel 1752, e divenne un borough nel 1842. Il nome del paese deriva dal nome in latino di Taranto. La città fu fondata in suo onore.
Il primo petrolio commercializzato negli Stati Uniti è stato prodotto a Tarentum. Nel 1847 Thomas e Samuel Kier affittarono un pezzo di terra vicino a Tarentum per ricercare il sale. 
Trapanando il terreno scoprirono il petrolio, che hanno imbottigliato e commercializzato come una medicina miracolosa. Nel 1855 vendettero il petrolio come combustibile per le lampade ad olio. Nel 1858 la produzione di petrolio greggio di Tarentum era di circa 1000 barili.

## Economia
Oggi oltre all'industria petrolifera e quelle dello sfruttamento di depositi di gas, carbone bituminoso, sabbia, ghiaia sono presenti anche industrie che producono acciaio, mattoni, vetro, bronzo e prodotti chimici.

## Società

### Evoluzione demografica
| Borough di Tarentum Popolazione per anno |       |
| 1990                                     | 5.674 |
| 2000                                     | 4.993 |

Il 13% della popolazione ha origini italiane.